# Stefano Mengozzi
Stefano Mengozzi, né le 6 mai 1985 à Ravenne en Italie, est un joueur italien de volley-ball. Il mesure 2,05 m et joue central. Il est international italien.

## Clubs
| Club                            | De        | À         |
| ------------------------------- | --------- | --------- |
| Pallavolo Ferrare               | 2004-2005 | 2005-2006 |
| Sparkling Volley Milan          | 2006-2007 | 2006-2007 |
| Odbojkarski klub Salonit Anhovo | 2007-2008 | 2007-2008 |
| GS Robur Angelo Costa           | 2008-2009 | 2012-2013 |
| Porto Robur Costa               | 2013-2014 | 2015-2016 |
| Blu Volley Vérone               | 2016-2017 | 2017-2018 |
| Callipo Sport                   | 2018-2019 | ...       |

## Palmarès
- Coupe d'Italie A2 (1)
  - Vainqueur : 2007.